# Nepeta stricta
Nepeta stricta là một loài thực vật có hoa trong họ Hoa môi. Loài này được (Banks & Sol.) Hedge & Lamond mô tả khoa học đầu tiên năm 1980.